# Quatuor à cordes no 1 de Honegger
Pour les articles homonymes, voir Quatuor à cordes no 1.
Le Quatuor à cordes no 1 ou Premier quatuor à cordes (H. 15) d’Arthur Honegger est une œuvre de musique de chambre commencée en 1913 et achevée en 1917. Consacré comme la première œuvre d'importance du compositeur, le quatuor influencé par Max Reger, dédié à Florent Schmitt est édité par Max Eschig. Comportant trois mouvements, sa durée d'exécution est d'environ 25 minutes.

## Genèse

### Contexte

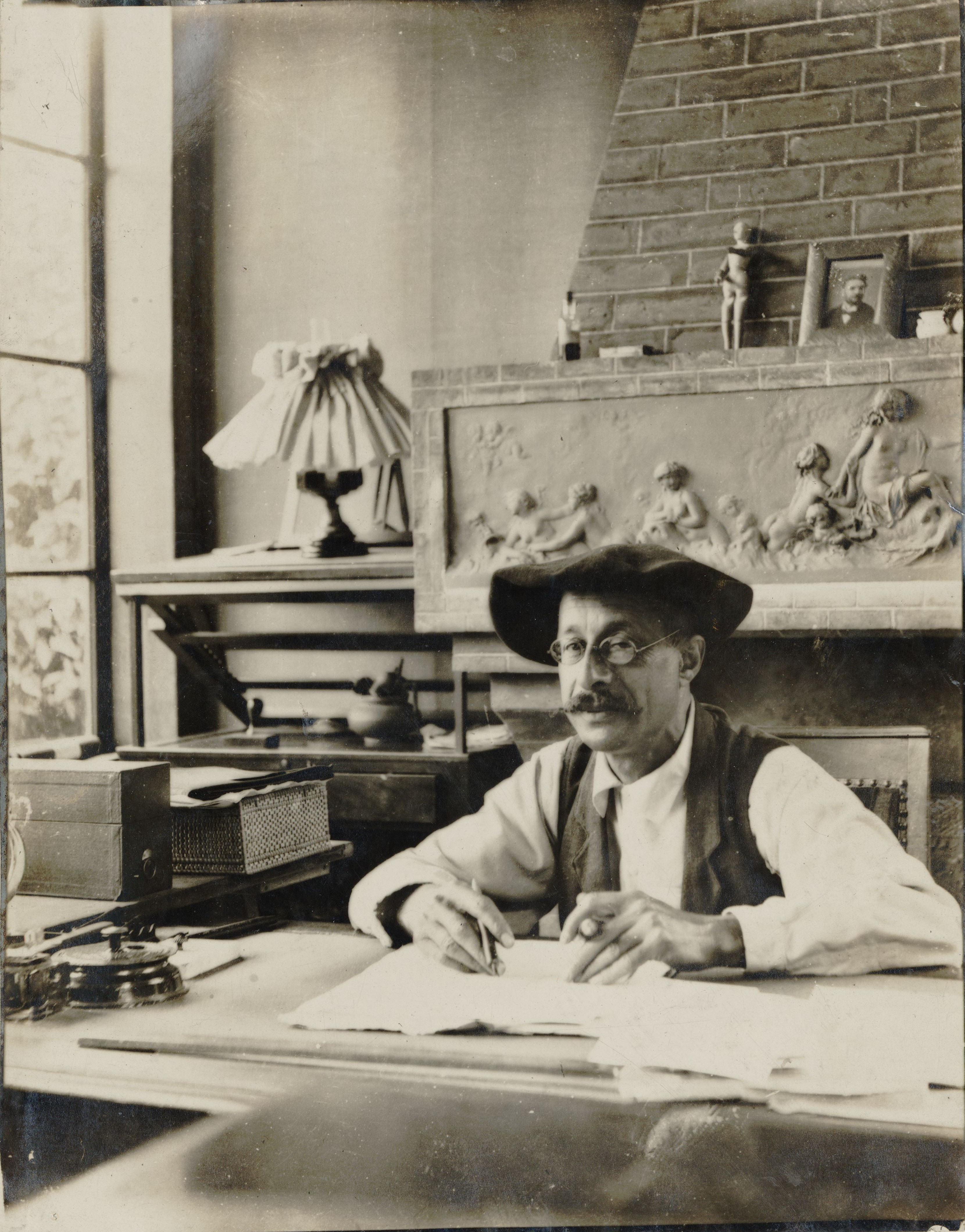
André Gédalge est le professeur de contrepoint d'Honegger au Conservatoire de Paris. Le Quatuor d'Honegger présente, outre une nature polyphonique et polyrhytmique notable, une utilisation importante de l'écriture contrapuntique

Le jeune compositeur suisse né au Havre en 1892 passe la période 1909 à 1911 à Zurich dans la ville natale de ses parents. C'est là qu'il choisit le destin de compositeur, puis de retour en Normandie, entre au Conservatoire de Paris en 1913 où il suit l'enseignement de Vincent d'Indy et d'André Gédalge au contrepoint. Au titre des exercices imposés, il compose le Prélude pour Aglavaine et Sélysette en profitant de ce qu'il suit les cours de direction d'orchestre de d'Indy pour créer son œuvre. Si la période de la Première Guerre mondiale est studieuse, elle n'est pas pour autant particulièrement féconde en compositions. On doit au compositeur plusieurs œuvres de jeunesse, comme le mouvement Allegro vivace d'un Trio en fa mineur pour violon, violoncelle et piano inachevé ou en partie perdu, écrit en 1914, et la sonate pour violon et piano en ré mineur qui date de 1912. Plusieurs œuvres pour piano ont déjà été composées, comme le passage obligé de tout jeune compositeur, notamment le Scherzo, Humoresque, Adagio espressivo (H. 1) ou encore Toccata et Variations (H. 8) créée en 1916 par sa future épouse Andrée Vaurabourg, ou encore l’Hommage à Ravel, première des Trois Pièce pour piano, composée en 1915.

### 1913: les premières esquisses
La genèse de la composition du quatuor se situe en juin 1913 et s'achève en octobre 1917. Violoniste de formation, en connaisseur des instruments à cordes et amoureux des quatuors de Beethoven, il se tourne d'emblée vers la formation de quatuor à cordes pour cette composition d'envergure qui relève d'un tournant radical dans sa production musicale. Sa familiarité avec le contrepoint hérité de l'enseignement de Gédalge va ici produire tous ses effets, ainsi qu'un goût particulièrement prononcé pour la polyphonie.
Le premier mouvement du quatuor est achevé dès la rentrée automnale de 1913 et succède de peu à l'achèvement de la sonate pour violon et piano en ré mineur. Ce premier état du premier mouvement sera plus tard remanié en profondeur et servira de base au premier mouvement du quatuor une fois achevé.

### 1915: Les remaniements

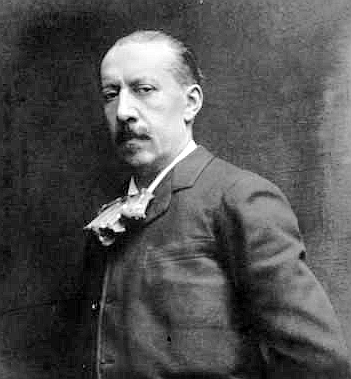
Le compositeur Charles-Marie Widor, professeur au Conservatoire de Paris, est le premier à lire le quatuor d'Honegger.

Le deuxième état semble dater du mois de mars 1915 selon Halrbeich à la lecture d'une lettre d'Honegger à ses parents. En novembre 1915, il achève une première version du final du quatuor, final qui sera plus tard également remanié. Manque encore le mouvement central. En mars 1916, il précise qu'il travaille à cet Adagio dans une lettre adressée à ses parents : « Je viens d'être admis dans la classe de chef d'orchestre faite par Vincent d'Indy, qui est très intéressante à suivre. (...) J'ai écrit ce mois-ci plusieurs mélodies et travaille à l’Adagio de mon quatuor ». En avril 1916, il séjourne au Havre et achève l’Adagio puis rentre à Paris le 2 mai. Il apporte le quatuor dans la classe de Charles-Marie Widor et confesse ses impressions dans une lettre adressée à ses parents le 18 juin : 

« J'ai montré mon Quatuor à Widor, mais il n'a pu absorber encore que le premier temps qui est de beaucoup le plus saisissable, étant le plus ancien. Il l'a trouvé beaucoup plus étendu (à la rentrée du second thème, il se croyait déjà en plein développement) et surtout effroyablement « grimaçant » comme harmonie. Je crois que l’Adagio, qui est beaucoup plus polyphonique et polyharmonique, ne lui fera pas du tout passer un bon quart d'heure. Mais il est si gentil qu'il vous dit toujours après que vous avez beaucoup de talent »

### 1916-1917: l'achèvement
Dans une lettre du 6 novembre 1916, il précise qu'il fera jouer plusieurs œuvres à la classe de Widor, notamment le quatuor que le maître a demandé à entendre. Enfin, dans une lettre du 26 juillet 1917, il précise « Je n'ai pas encore cessé mon travail et ai achevé un premier temps de quatuor à cordes ». C'est la troisième et dernière révision du premier mouvement, débuté en 1913. Il continue à travailler à son quatuor en septembre et est sur le point d'achever l'œuvre, notamment le dernier remaniement du final.
En décembre 1917, Widor et d'Indy ont lu le quatuor achevé. Widor le trouve compliqué et comme le rapporte Honegger dans un pli à ses parents « À un certain moment, il prétend que ça donne tout à fait l'impression de 4 instrumentistes jouant tous les 4 un concerto différent ou 4 pianistes qui joueraient un morceau différent à chaque main ».

### Création et réception
À la suggestion de Vincent d'Indy, la Société de musique indépendante (SMI) accepte l'œuvre puis la refuse au motif qu'Honegger est suisse mais la programme pour le 15 avril 1918. À Zurich, un comité de programme refuse que l'œuvre y soit jouée et le chef d'orchestre Volkmar Andreae précise qu'Honegger « a encore beaucoup à apprendre ». Une controverse naît, alimentée par Maurice Ravel qui confesse « C'est tellement grimaçant qu'on ne sait pas si c'est beau ou laid ». Honegger s'engage pour défendre son œuvre tant il y a mis de lui-même, notamment en défendant la technique de réexposition inversée. Alors que la création de l'œuvre est prévue, elle sera finalement retardée par les derniers soubresauts de la Première Guerre mondiale. L'œuvre est finalement créée le 20 juin 1919, par le Quatuor Capelle, formation de Fernande Capelle, à la SMI à Paris. Dès le mois de décembre 1919, son quatuor va être rejoué à La Haye aux Pays-Bas et aux Concerts d'Art et d'Action. Dès 1920, il est en contact avec les éditions de La Sirène pour la publication de son quatuor, ce qui attendra l'année suivante et pour lequel il percevra une rémunération de 1000 francs. En 1921, il s'enquiert de la réaction de sa propre mère pour savoir si elle a pu jouer le quatuor. La création suisse a lieu à Zurich le 30 novembre 1921 et est reprise à Genève le 4 avril 1924.

## Influences

### Max Reger et le romantisme allemand

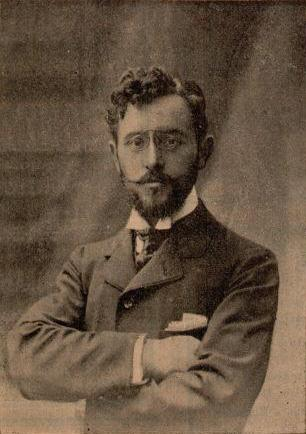
Le compositeur Florent Schmitt est le dédicataire du quatuor

Harry Halbreich note une influence tangible pour la première fois en France du compositeur Max Reger dans cette œuvre. La dédicace au compositeur Florent Schmitt est en soi un symbole de l'influence du romantisme germanique. L'influence de Ludwig van Beethoven est notable selon Pierre Meylan qui évoque que « Comme chez le maître de Bonn, les crescendos tendus au maximum aboutissent à des aveux où l'âme détendue aspire au calme et à la sérénité ».

### Parallèles et influences postérieures dans l'œuvre d'Honegger
Le quatuor est la deuxième œuvre de chambre de grande taille après la Sonate pour violon et piano en ré mineur et se rapproche du langage des Quatre Poèmes, composés entre 1914 et 1916. Il évoque l'intimité du compositeur de 25 ans, comme le fera notamment la Troisième symphonie de 1945-1946 à l'aube de ses cinquante ans. Cette composition est également à rapprocher des compositions contemporaines dans l'évocation de son identité propre comme Le Chant de Nigamon (1917). Le quatuor influence des œuvres postérieures : utilisation de l'accord parfait augmenté de la seconde et de la sixte du mouvement final du Cantique de Pâques de 1922, réutilisation d'une partie du matériau de la première version du premier mouvement de 1913 dans la Pantomime de la Suite archaïque en mi mineur de 1950-1951.

## Structure et analyse
D'une durée d'exécution de 25 minutes environ, le quatuor comporte trois mouvements :
1. Appassionato (violent et tourmenté)
2. Adagio (très lent)
3. Allegro (rude et rythmique) - Adagio

L'œuvre use d'un langage tonal large, aux chromatismes amples et aux « frottements dissonants très âpres ». 

### Appassionato

#### Les trois versions
Ce premier mouvement est le plus ancien bien qu'Honegger le date de juillet 1917, en raison de ses remaniements successifs, car sa composition a débuté en juin 1913 pour s'achever au cours de l'été 1917. 
Les première et deuxième versions possèdent toutes deux 263 mesures, contre 221 pour la version définitive. Elles possèdent peu de différences dans le fond, bien que presque chaque mesure a été modifiée ou réécrite. Honegger crée une véritable polyphonie et supprime figures répétées et ornements trop nombreux afin de gagner en intensité, utilise  un rythme pointé et des mélodies accentuées. La troisième version supprime 42 mesures et la forme sonate classique est transformée avec notamment l'intrusion de la réexposition inversée, un des éléments caractéristiques de l'écriture du compositeur.

#### Analyse

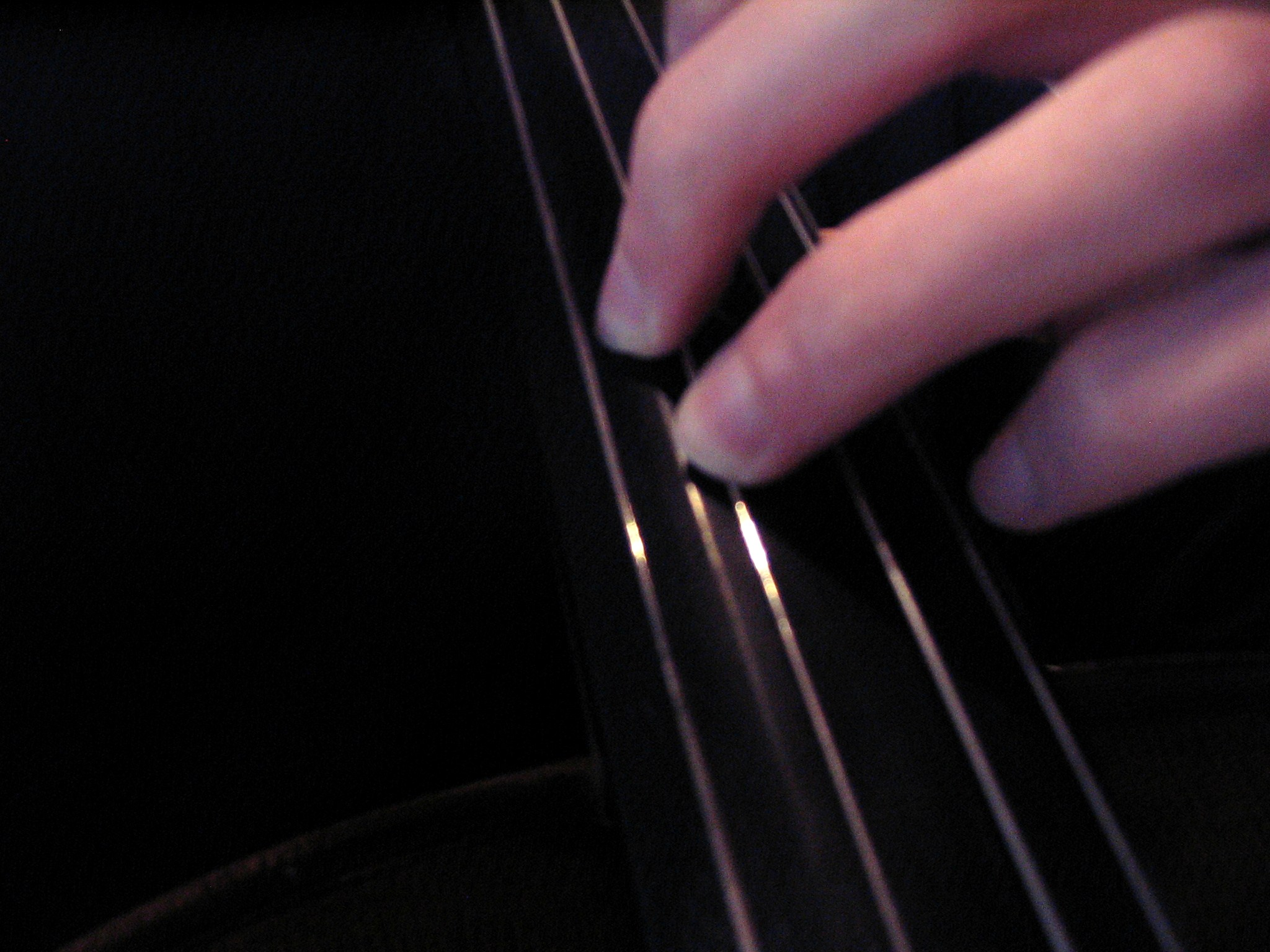
Un pizzicato en do grave au violoncelle clôt le premier mouvement

Marcel Delannoy indique que le terme Appassionato lui semble inapproprié et il lui substituerait volontiers une mention à la tension plutôt qu'à la passion tandis qu'Halbreich le trouve « pleinement dans l'esprit de son titre », en faisant alterner le chromatisme wagnérien et les modalités françaises. 
Écrit en ut mineur, le premier mouvement s'ouvre sur un « thème heurté » au premier violon. S'ensuit une transition thématique et un second thème bref, ouvrant le développement, puis la réexposition inversée et enfin le retour du thème principal avant un decrescendo initiant la coda puis une fin sur pizzicato du violoncelle en do.

### Adagio
Ce deuxième mouvement, est plus tonal que le premier.

#### Analyse
L'introduction de 14 mesures est d'influence wagnérienne et sert de transition avec le mouvement précédent pour introduire le premier thème en mi majeur. S'ensuit un ostinato qui introduit le seconde thème au violoncelle aux notes aiguës. Un emprunt à la Sonate pour flûte, alto et harpe de Claude Debussy achève l'exposition et ouvre l'exposition à la mesure 60 qui se présente en deux parties d'égale longueur reprenant les deux thèmes. Le point culminant du mouvement, voire de l'œuvre est atteint aux mesures 78 à 95 avant la réexposition à la mesure 96, non inversée. Le mouvement s'achève par une coda formée de triolets descendants et une résolution en mi majeur.

### Allegro - Adagio

#### Les deux versions
La première version du troisième et dernier mouvement date de novembre 1915. La deuxième et dernière version est raccourcie de 71 mesures, soit 269 au lieu de 340. Comme dans le premier mouvement, la forme sonate classique laisse la place à une réexposition inversée. Si le matériau initial est profondément modifié, le parallèle entre les deux versions se situe surtout au niveau des expositions thématiques.

#### Analyse
Écrit en ut mineur, comme le premier mouvement, ce troisième et dernier mouvement possède une signature rythmique  3/4. Le mouvement est de forme indécise, de forme sonate ou de forme binaire. Particulièrement polyphonique, le mouvement est globalement de forme irrégulière et se base sur trois matériaux différents. 
Une brève introduction qualifiée par Halbreich de « double amorce, comme d'une moteur de moto » précède à la mesure 6 le premier thème puis une transition (mesure 30) et un seconde thème (mesure 55) en mi bémol. Le développement « compact » mêle canons et renversements thématiques. Une transition (mesure 140) en contrepoint ascendant culmine en fortissimo dans l'aigu. S'ensuivent le retour du premier thème, des accords dissonants puis la coda en ut majeur et la fin morendo qui s'achève sur un accord en ut majeur augmenté de la seconde et de la sixte.

## Discographie
- Quatuor Erato, label Aura Classics ;
- Quatuor de Genève, label Erato, 1984 ;
- Quatuor Ludwig, label Timpani, 1992 ;

### Sources et références
- Harry Halbreich, Arthur Honegger : un musicien dans la cité des hommes, Paris, Fayard/Sacem, 1992, 816 p. (ISBN 2-213-02837-0)

1. 1 2  p. 32
2. ↑  p. 34
3. ↑  p. 38
4. ↑  p. 40
5. ↑  p. 41
6. ↑  p. 42
7. ↑  p. 45
8. ↑  p. 52
9. 1 2  p. 53
10. ↑  p. 55
11. 1 2  p. 57
12. 1 2 3 4 5  p. 58
13. 1 2 3 4 5  p. 310
14. ↑  p. 68
15. ↑  p. 72
16. ↑  p. 74
17. ↑  p. 97
18. ↑  p. 98
19. ↑  p. 112
20. 1 2 3 4 5  p. 311
21. ↑  p. 26
22. ↑  p. 324
23. ↑  p. 350
24. ↑  p. 369
25. ↑  p. 423
26. ↑  p. 484
27. ↑  p. 442
28. 1 2  p. 312
29. 1 2  p. 313
30. 1 2 3 4  p. 314
31. 1 2 3  p. 315
32. 1 2  p. 316

- Pierre Meylan, Honegger, L'Âge d'Homme, 1982, 205 p.

1. ↑  p. 24

- Marcel Delannoy, Honegger, Pierre Horay, 1953, 250 p.

1. 1 2  p. 34
2. 1 2  p. 33

- Jacques Tchamkerten, Arthur Honegger, Papillon, 2005, 261 p.

1. 1 2  p. 29
2. 1 2 3 4 5  p. 30
3. ↑  p. 31